# House of the Long Shadows
House of The Long Shadows (bra: A Mansão da Meia-Noite; prt: A Noite das Facas Longas) é filme britano-estadunidense de 1983, do gênero comédia de terror, dirigido por Pete Walker, com roteiro de Michael Armstrong e George M. Cohan baseado no romance Seven Keys to Baldpate, de Earl Derr Biggers.

## Sinopse
Aceitando aposta de 20 mil libras de seu editor Sam Allyson, o cínico escritor americano Kennett Magee instala-se sozinho numa velha mansão deserta, no País de Gales, para redigir um romance gótico em apenas 24 horas. 
Acolhido pelos supostos zeladores, o casal Elijah e Victoria Quimby, Magee tem seu trabalho perturbado por uma série de aparições: Mary Norton, secretária de Allyson, que se faz passar por espiã. Sebatian Rand, um suposto motorista pérfido. Lionel Grisbane, herdeiro da propriedade. Corrigan, interessado na compra da mansão. O casal Andrew e Diana Caulder, buscando refúgio do temporal que assola a região. Logo Magee e Mary descobrem que Elijah é, na verdade, Lord Grisbane, dono da mansão, e que Lionel, Sebastian e Victoria são seus filhos. 
Mais: em 1939, a fim de evitar um escândalo após a morte de uma jovem na mansão, a família trancou no sótão um quarto irmão, Roderick, mantendo-o encarcerado por mais de 40 anos. É quando Roderick escapa para realizar sua vingança. A trama segue para um desfecho surpreendente.

## Elenco
- Vincent Price ... Lionel Grisbane
- Christopher Lee ... Corrigan
- Peter Cushing	 ... Sebastian Grisbane
- Desi Arnaz Jr. ... Kenneth Magee
- John Carradine ... Lord Elijah Grisbane
- Sheila Keith	 ... Victoria Grisbane
- Julie Peasgood ... Mary Norton
- Richard Todd	 ... Sam Allyson
- Louise English ... Diana Caulder
- Richard Hunter ... Andrew Caulder
- Norman Rossington ...	Chefe da estação